# Björsjö
Björsjö is een plaats in de gemeente Smedjebacken in het landschap Dalarna en de provincie Dalarnas län in Zweden. De plaats heeft 134 inwoners (2005) en een oppervlakte van 39 hectare.